# Franciszek Witalis Żeleński
Franciszek Witalis Żeleński (Zeliński, Zieliński, Żeliński) herbu Ciołek (ur. przed 1750, zm. 26 sierpnia 1805 w Krakowie) – kasztelan biecki 1780-1795, starosta wiski, szambelan króla Stanisława Augusta Poniatowskiego w 1766, podstoli krakowski w latach 1773-1780.
Poseł na sejm 1778 roku z województwa krakowskiego. Wybrany z Senatu sędzią Sejmu Czteroletniego w 1788. Wybrany członkiem wyłonionej w 1788 roku przez Sejm Czteroletni Deputacji Interesów Zagranicznych. Odznaczony Orderem Orła Białego w 1787 lub 1788, a wcześniej Orderem św. Stanisława w 1786.
Galicyjski tytuł hrabiego uzyskał w 1801.